# 巴格拉季奧諾夫斯克

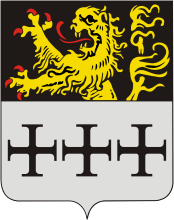
城市纹章

54°23′N 20°38′E / 54.383°N 20.633°E
巴格拉季奧諾夫斯克 （俄语：Багратио́новск），旧称普鲁士埃劳是俄羅斯加里寧格勒州南部的一個城市，位於加里寧格勒以南37公里。2002年人口7,216人。
1325年由條頓騎士團建立，時稱普鲁士艾劳（Preußisch Eylau）。其舊名的古普魯士語意思是「沼澤」。現名是紀念拿破崙時期俄方將領彼得·巴格拉基昂。

## 姐妹城市
- 德国费尔登
- 波蘭巴爾托希采
- 波蘭古羅沃伊瓦韋茨凱
- 波蘭科爾謝
- 立陶宛約納瓦